# Bishnupur
Bishnupur fou un estat tributari protegit de Bengala, a Bengala Occidental, districte de Bankura amb capital a Bishnupur (ciutat).
Al segle viii el regne de Bishnupur fou un dels vuit petits regnes de la frontera de Bengala contra les tribus de la jungla de la plana occidental. El regne va continuar sota els musulmans, a vegades com aliat, a vegades com a tributari. El 1582 es va fixar el tribut del raja. El 1715 sota Jafar Khan, va quedar reduir a estatus de zamindari i per aquest temps fou inclòs a la chakla de Burdwan la qual va ser cedida als britànics el 27 de setembre de 1760. El zamindar local de Bishnupur es va empobrir junt amb el territori a causa de les incursions marathes i de la gran gana de 1770 que va deixar pocs habitants per cultivar la terra. El sobirà va haver d'empenyorar fins i tot l'ídol de la família de nom Madan Mahan (una resta de l'antic culte) a Gokul Chandra Mitra de Calcuta i la meitat del territori va esdevenir jungla. La insistència del raja a mantenir un exèrcit, que ja no era necessari sota els britànics en haver-se acabat les inscrusions marathes, va ser una càrrega feixuga al segle XVIII i començament del XIX. El govern britànic va agregar el zamindar als terrenys públics i va considerar als successius zamindars merament uns administradors, cosa que va acabar d'arruïnar el territori. La família regnant va quedar depenent per la subsistència d'un reduït grup de terres, ja que va haver de vendre la major part.

## Nota
1. ↑  el raja zamindar va reunir el diners pel rescat però després de pagar, Gokul va refusar reintegrar el ídol; la cort suprema de Calcuta va donar la raó al raja, i llavors Gokul en va retornar una copia exacta i ningú se'n va adonar fins que fou tard